# Comuna Romanivka, Bereznehuvate
Romanivka (în ucraineană Романівка) este o comună în raionul Bereznehuvate, regiunea Mîkolaiiv, Ucraina, formată din satele Fedorivka și Romanivka (reședința).

## Demografie
Componența lingvistică a comunei Romanivka
     Ucraineană (94,49%)
     Rusă (4,85%)
     Alte limbi (0,66%)
Conform recensământului din 2001, majoritatea populației comunei Romanivka era vorbitoare de ucraineană (94,49%), existând în minoritate și vorbitori de rusă (4,85%).